# Elezioni regionali in Campania del 1995
Le elezioni regionali del 1995 in Campania si sono tenute il 23 aprile. Esse hanno visto la vittoria del candidato di Antonio Rastrelli, sostenuto dal Polo, con il 47,86% che ha sconfitto il candidato del centro-sinistra, Giovanni Vacca.

## Affluenza
Il corpo elettorale per le elezioni del 23 aprile 1995 risultava composto da 4.612.092 elettori. Alla chiusura dei seggi l'affluenza definitiva si è attestata al 73,90%, in calo rispetto al 1990 del 7,27%.
| Provincia | Affluenza | Variazione |
| --------- | --------- | ---------- |
| Campania  | 73,90%    | 7,27%      |
| Avellino  | 72,70%    | 5,12%      |
| Benevento | 74,54%    | 7,42%      |
| Caserta   | 74,81%    | 10,06%     |
| Napoli    | 71,70%    | 6,92%      |
| Salerno   | 79,57%    | 7,09%      |

## Risultati
|                                      | Antonio Rastrelli (FI-PP - AN - CCD) ✔️ Presidente | 1 408 463                            | 47,86 | Forza Italia - Il Polo Popolare    | 503 042   | 18,87 | 10 |  |  |
| Alleanza Nazionale                   | Antonio Rastrelli (FI-PP - AN - CCD) ✔️ Presidente | 1 408 463                            | 47,86 | 487 291                            | 18,28     | 9     |    |  |  |
| Centro Cristiano Democratico         | Antonio Rastrelli (FI-PP - AN - CCD) ✔️ Presidente | 1 408 463                            | 47,86 | 259 380                            | 9,73      | 5     |    |  |  |
| Seggi assegnati alla lista regionale | Seggi assegnati alla lista regionale               | Seggi assegnati alla lista regionale | 47,86 | 12                                 |           |       |    |  |  |
|                                      | Giovanni Vacca (Progressisti e Democratici)        | 1 156 539                            | 39,30 | Partito Democratico della Sinistra | 521 135   | 19,55 | 10 |  |  |
| Partito della Rifondazione Comunista | Giovanni Vacca (Progressisti e Democratici)        | 1 156 539                            | 39,30 | 246 170                            | 9,23      | 4     |    |  |  |
| Patto dei Democratici                | Giovanni Vacca (Progressisti e Democratici)        | 1 156 539                            | 39,30 | 147 948                            | 5,55      | 3     |    |  |  |
| Federazione dei Verdi                | Giovanni Vacca (Progressisti e Democratici)        | 1 156 539                            | 39,30 | 78 277                             | 2,94      | 1     |    |  |  |
| Progetto Democratico                 | Giovanni Vacca (Progressisti e Democratici)        | 1 156 539                            | 39,30 | 68 516                             | 2,57      | 1     |    |  |  |
| Partito Repubblicano Italiano        | Giovanni Vacca (Progressisti e Democratici)        | 1 156 539                            | 39,30 | 30 524                             | 1,14      | 1     |    |  |  |
|                                      | Giovanni Grasso                                    | 237 162                              | 8,06  | Popolari                           | 220 557   | 8,27  | 4  |  |  |
|                                      | Pino Rauti                                         | 48 718                               | 1,66  | Movimento Sociale Fiamma Tricolore | 33 633    | 1,26  | –  |  |  |
|                                      | Domenico Pinto                                     | 47 195                               | 1,60  | Lista Pannella - Riformatori       | 27 460    | 1,03  | –  |  |  |
| Unione di Centro                     | Domenico Pinto                                     | 47 195                               | 1,60  | 10 601                             | 0,40      | –     |    |  |  |
|                                      | Antonio D'Acunto                                   | 32 053                               | 1,09  | Verdi Arcobaleno                   | 22 723    | 0,85  | –  |  |  |
|                                      | Gennaro Nardi                                      | 13 009                               | 0,44  | Lega Italia Federale               | 8 849     | 0,33  | –  |  |  |
| Totale                               | Totale                                             | 2 943 139                            | 100   |                                    | 2 666 106 | 100   | 60 |  |  |
|                                      |                                                    |                                      |       |                                    |           |       |    |  |  |
| Schede bianche                       | Schede bianche                                     | 228 922                              | 6,72  |                                    |           |       |    |  |  |
| Schede nulle                         | Schede nulle                                       | 465 310                              | 13,65 |                                    |           |       |    |  |  |
| Votanti                              | Votanti                                            | 3 408 449                            | 73,90 |                                    |           |       |    |  |  |
| Elettori                             | Elettori                                           | 4 612 092                            |       |                                    |           |       |    |  |  |
|                                      |                                                    |                                      |       |                                    |           |       |    |  |  |
| Fonte: Ministero dell'interno        |                                                    |                                      |       |                                    |           |       |    |  |  |